# Pycnose
La pycnose est le phénomène de rétraction (l'adjectif grec πυκνός signifie dru, serré, dense, nombreux) du noyau, qui devient minuscule et hypercolorable. La pycnose est due à la désagrégation de l'euchromatine (chromatine codante) qui rend le noyau non fonctionnel. La chromatine condensée s'agrège le long de l'enveloppe nucléaire, formant un ou plusieurs agrégats plus foncés. Il y a par ailleurs une augmentation de l'éosiniphilie du cytoplasme. La pycnose est suivie de la fragmentation du noyau cellulaire, appelée caryorrhexie. Il s'ensuit un bourgeonnement de la surface de la cellule. La cellule peut ensuite se désintégrer, ce qui constitue la caryolyse. La pycnose peut, entre autres, être observée au sein d'épithéliums, par exemple dans la couche la plus superficielle des épithéliums malpighiens non-kératinisés. La pycnose, intéressant l'ovocyte, est également à l'origine de l'atrésie folliculaire, processus involutif qui conduit à l'élimination du follicule.